# Boudewijngebouw

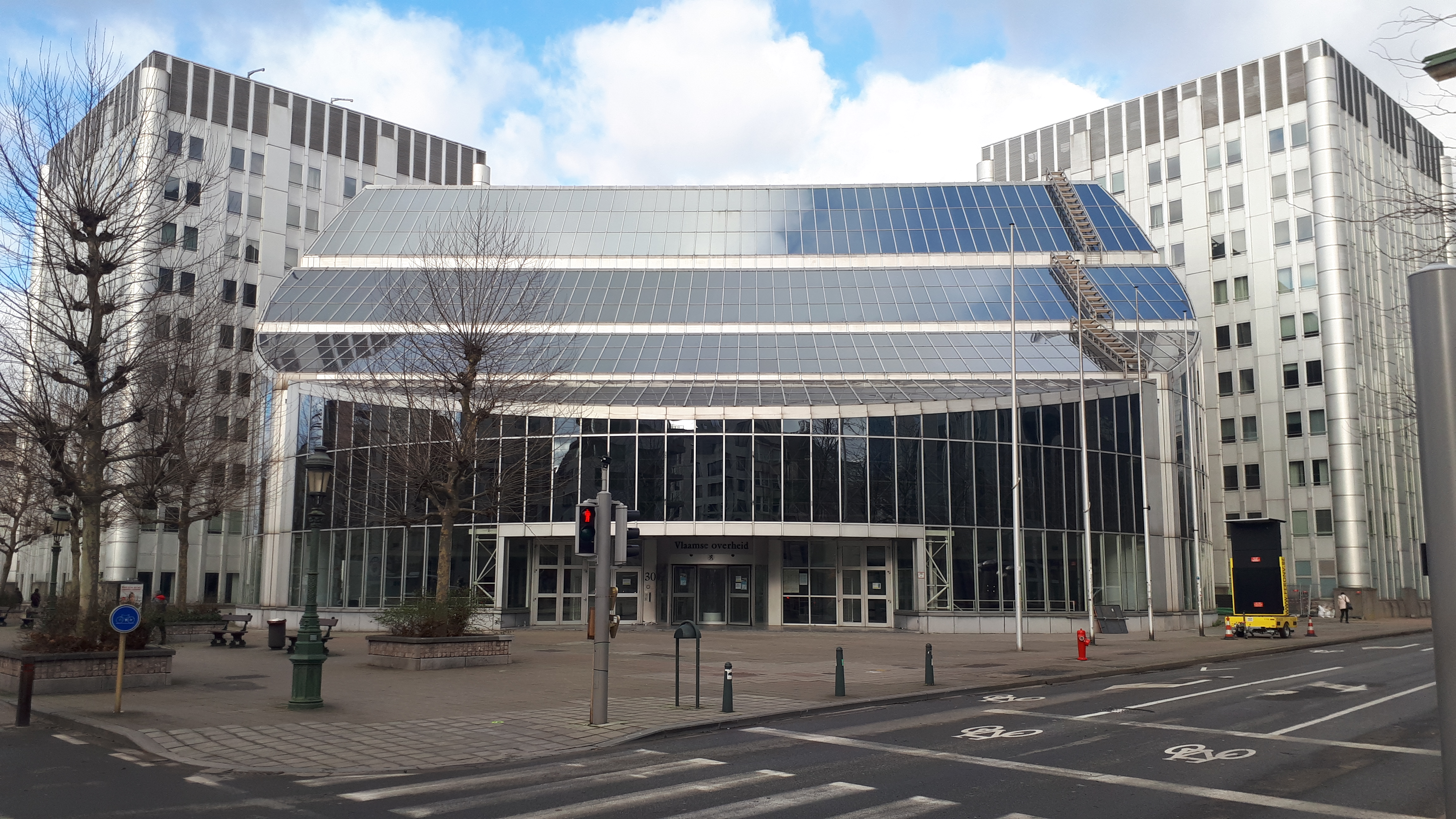
Boudewijngebouw

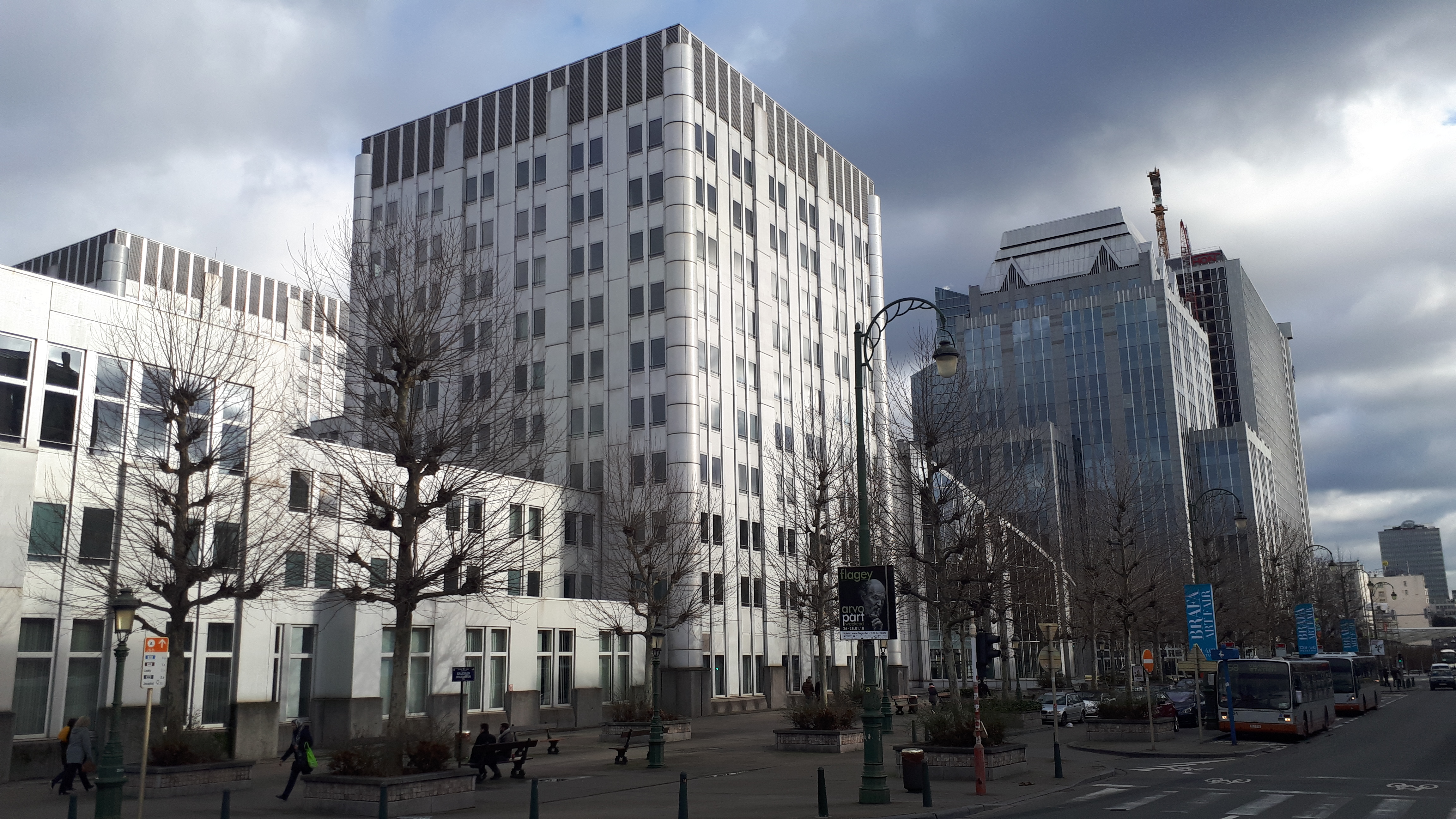
Zijkant Boudewijngebouw

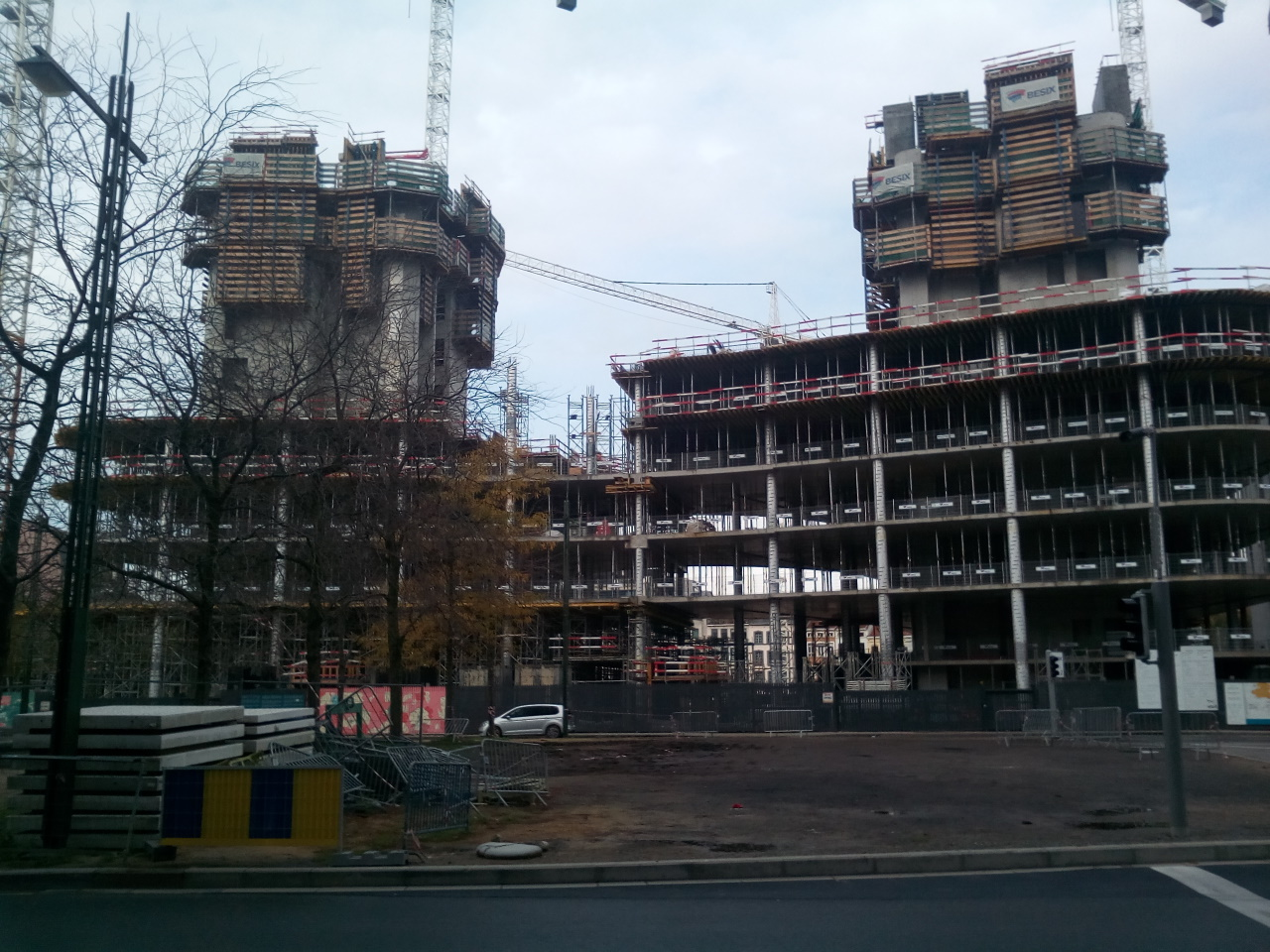
Quatuorgebouw in aanbouw oktober 2019

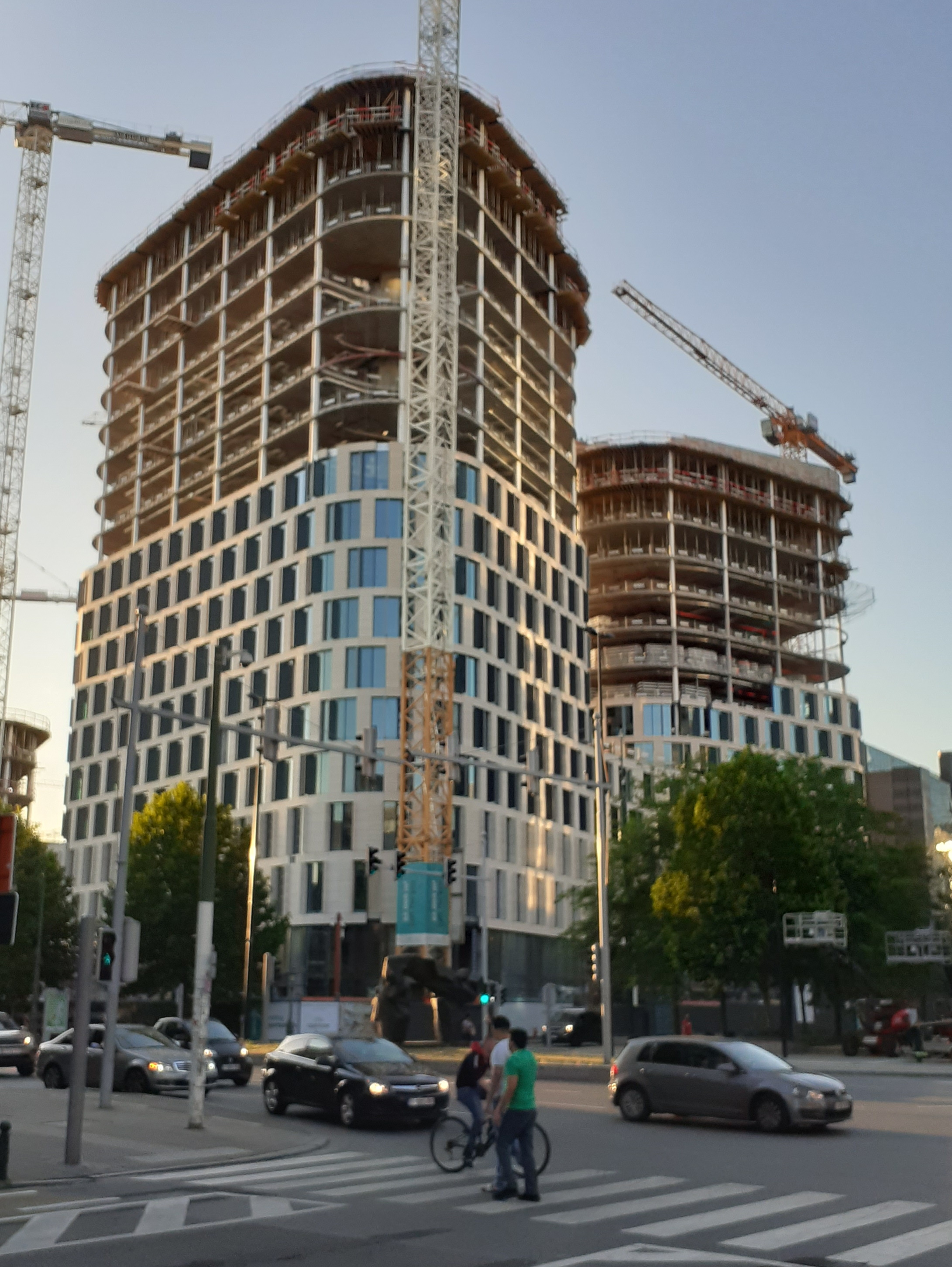
Quatuorgebouw in aanbouw juni 2020

Het Boudewijngebouw (Frans: Bâtiment Baudouin), ook de Schans genoemd, was een kantoorgebouw van de Vlaamse overheid in de Belgische hoofdstad Brussel. Het gebouw stond aan de Boudewijnlaan 30 (Kleine Ring) en de Koning Albert II-laan, net buiten de Vijfhoek in de Noordruimte. In het gebouw werkten ongeveer 1.200 ambtenaren. Ten noorden van het gebouw staat North Gate (federale overheid) en aan de overzijde van de laan North Plaza.
Het gebouw was vernoemd naar Boudewijn van België.

## Geschiedenis

### Vlaamse overheid
Het Boudewijngebouw werd in 1989 gebouwd en op 22 oktober 1990 in gebruik genomen. Het gebouw is het eerste van een reeks gebouwen in de Brusselse Noordruimte.
Op januari 2006 brak een kleine brand uit in een van de kelderverdiepingen van het Boudewijngebouw. In januari 2009 werd het gebouw beschadigd tijdens een pro-Palestijnse betoging.
De Vlaamse overheid zat begin 2017 verspreid in een zestal grote gebouwen in Brussel. Met het aflopen van de huurcontracten van het Boudewijngebouw en Phoenixgebouw (Koning Albert II-laan 19) in 2017, alsmede het aflopen van de huurcontracten van het Arenberggebouw (Arenbergstraat 5-9 en 1D)  in 2023 en 2024 en het Ellipsgebouw (Koning Albert II-laan 35) in 2024, en het aan renovatie toe zijnde Ferrarisgebouw (Koning Albert II-laan 20), wilde de Vlaamse overheid het aantal gebouwen beperken en de ambtenaren in Brussel concentreren in drie grote kantoorgebouwen: het Hendrik Consciencegebouw, het Herman Teirlinckgebouw en nog een derde te bouwen gebouw. Het Herman Teirlinckgebouw verving twee van deze zes grote gebouwen, het Boudewijngebouw en Phoenixgebouw, en biedt daarnaast ook een werkruimte voor het Instituut voor Natuur- en Bosonderzoek (voorheen: Kliniekstraat 25 in Anderlecht), Milieu- en Natuurraad van Vlaanderen (voorheen: Kliniekstraat 25 in Anderlecht) en de Vlaamse Maatschappij voor Sociaal Wonen (voorheen: Koloniënstraat 40 in Brussel).
Vanaf 28 augustus 2017 verhuisden de ambtenaren van het Boudewijngebouw naar het Herman Teirlinckgebouw.

### Afbraak
In mei 2018 begon de sloop van het gebouw. Deze werd later dat jaar voltooid. Een nieuw gebouw met vier torens is gepland in het zogenaamde Quatuorproject.

## Gebouw
De architect van het gebouw was Michel Jaspers.
De bijnaam van het gebouw, Schans, verwees naar het opvallende toegangsgebouw aan de kruising van de Boudewijnlaan met de Koning Albert II-laan. Dit toegangsgebouw was een halfrond gebouw met een schuin glazen dak aflopend richting de kruising. Het totale Boudewijngebouw was groter en bestreek het gehele terrein tussen de Boudewijnlaan en Frère-Orbanstraat en tussen de Koning Albert II-laan en de Antwerpsesteenweg. Het was een rechthoekig gebouw, met op een hoek een halfrond toegangsgebouw, een binnenterrein en drie torens van tien verdiepingen die boven het gebouwencomplex met enkele verdiepingen uitsteken.
Brussel: Hendrik Consciencegebouw · Herman Teirlinckgebouw · Graaf de Ferrarisgebouw · Marie-Elisabeth Belpairegebouw
Voormalig: Arenberggebouw · Boudewijngebouw · Ellipsgebouw · Phoenixgebouw
Provinciehoofdsteden: Anna Bijnsgebouw (Antwerpen) · Jacob van Maerlantgebouw (Brugge) · Virginie Lovelinggebouw (Gent) · Hendrik van Veldekegebouw (Hasselt) · Dirk Boutsgebouw (Leuven)
Vlaamse Regering: Errerahuis · Martelaarsplein
Vlaams Parlement: Vlaams Parlementsgebouw · Huis van de Vlaamse Volksvertegenwoordigers